# Riviera di San Giulio

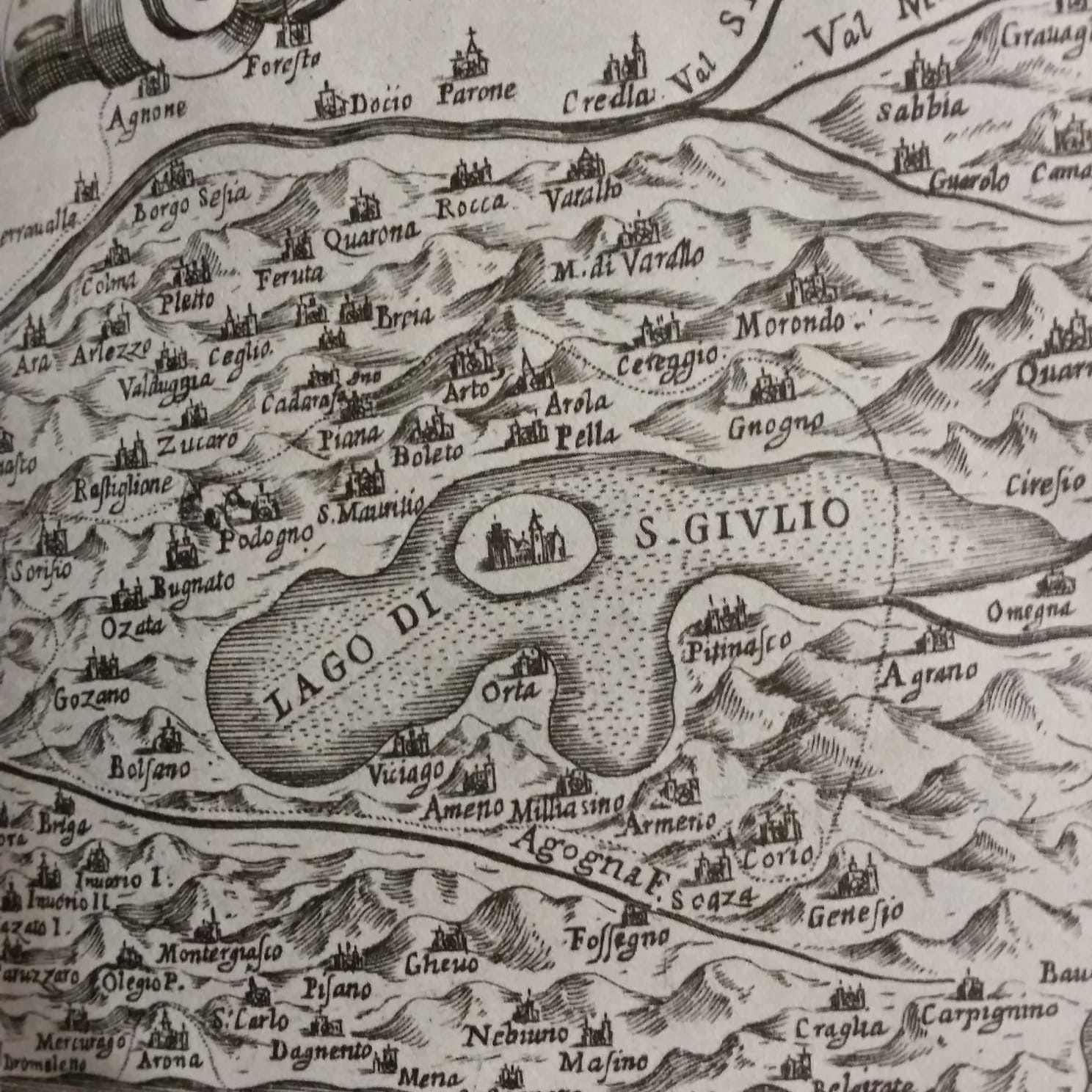
Confini della Riviera

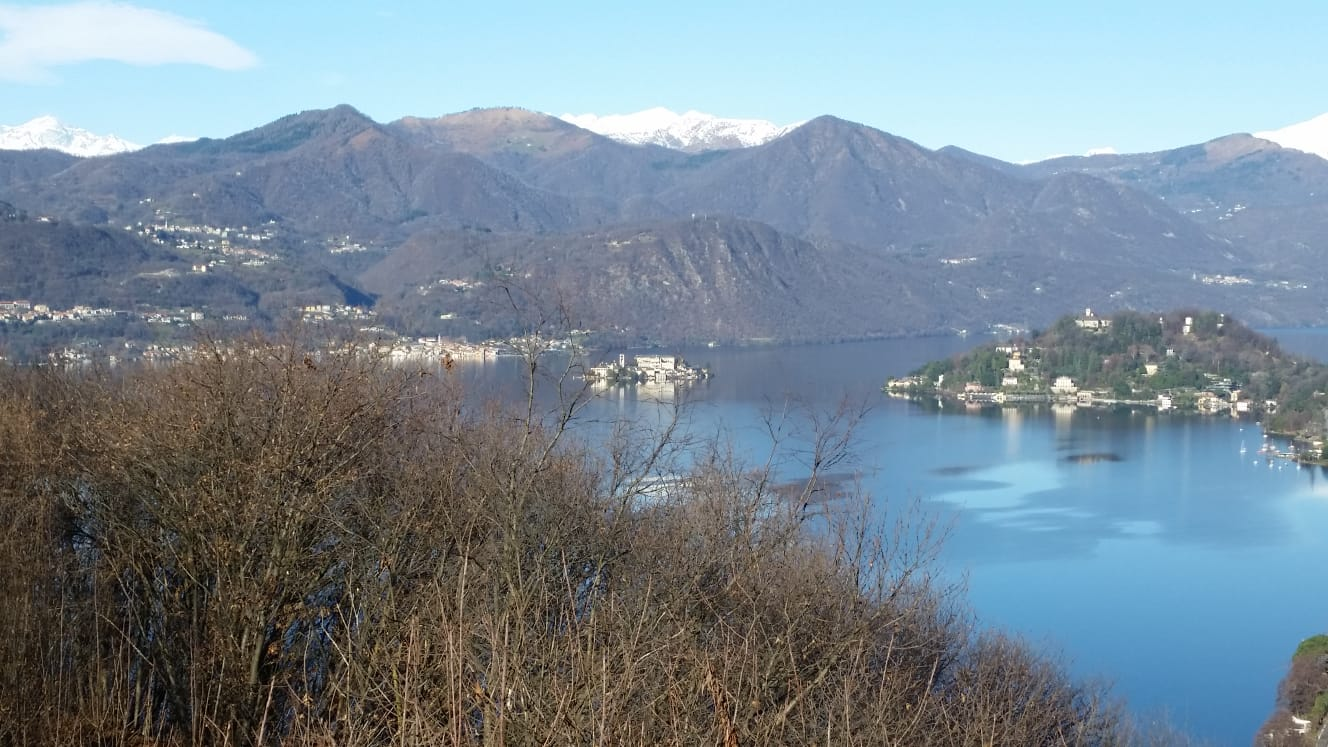
Veduta del lago

La Riviera di San Giulio, a volte menzionata anche come Riviera d'Orta o principato vescovile di San Giulio, fu un'entità statale autonoma esistita tra il 1219 ed il 1767, divenuta poi un feudo (con titolo principesco) sotto la sovranità sabauda dal 1767 al 1796, abolito de facto dall'occupazione francese e ripristinato fra il 1815 e il 1817, localizzabile con il bacino del lago d'Orta con l'eccezione di Omegna e del suo circondario (territori attualmente inclusi nelle province di Novara e del Verbano-Cusio-Ossola). Dipendente direttamente dal Sacro Romano Impero, fu concessa il 20 settembre 1219 dall'imperatore designato Federico II di Svevia al vescovo pro tempore di Novara Oldeberto Tornielli, che assunse il rango di conte della Dictio Sancti Iuli, tipico esempio di feudatario ecclesiastico del periodo medievale. Il titolo rimase al presule anche dopo la cessione volontaria che il cardinale Morozzo, vescovo di Novara, effettuò nel 1817 ai Savoia.

## Storia

### Generalità

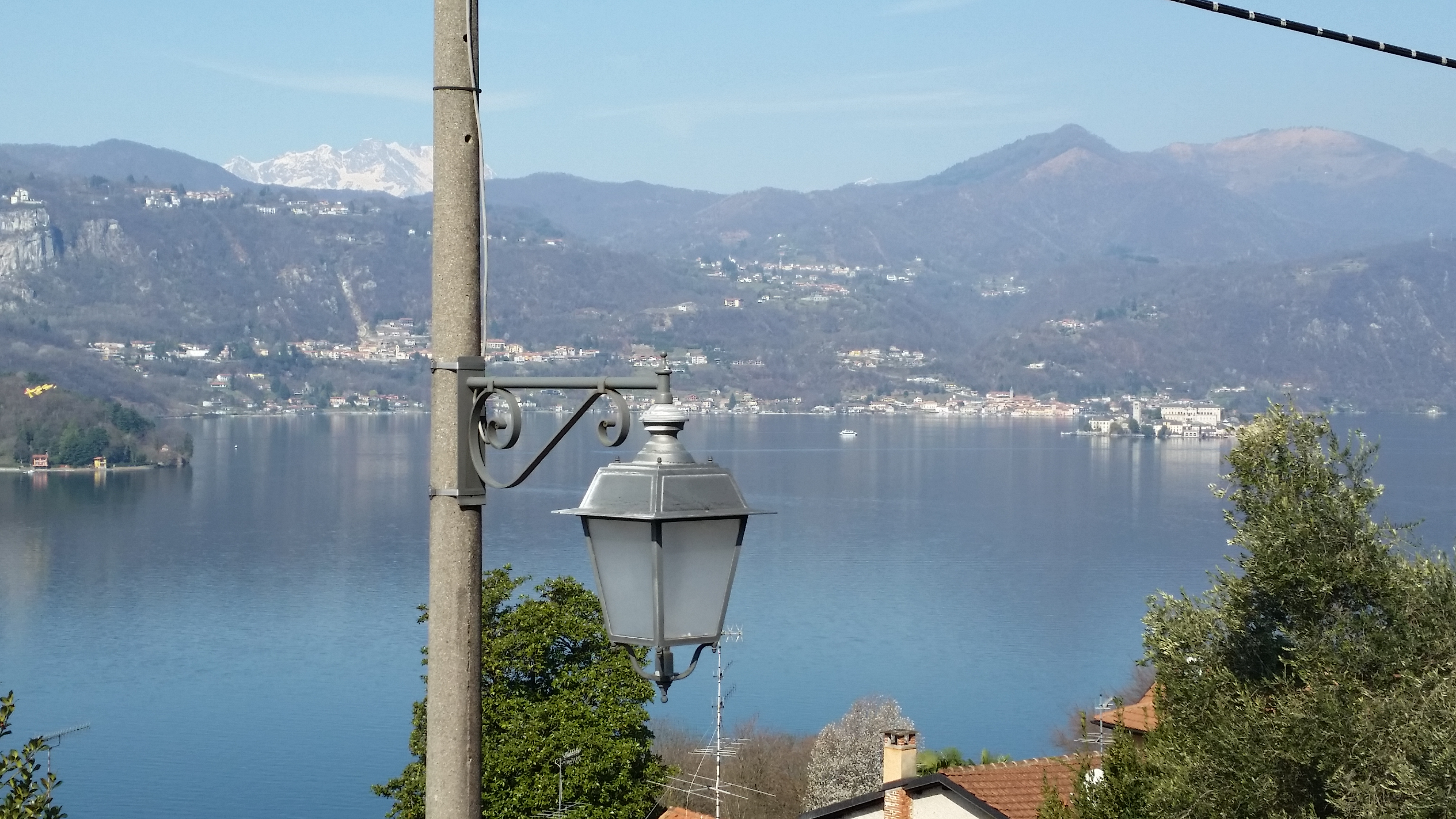
La riviera vista da Corconio (Orta San Giulio)

Uno stretto e complesso legame aveva caratterizzato per secoli i rapporti dell'episcopato novarese e la Riviera di San Giulio, terra posta in situazione centrale nella diocesi di San Gaudenzio, per cui i presuli novaresi dell'alto medioevo ebbero attenzione particolare, fondata su motivazioni di carattere religioso e di carattere strategico, fino a riuscire a fare di questa terra di rocce e di acque, fortemente intrisa di caratteri di sacralità, posta in un punto nodale della strada che da Novara portava oltralpe, e caratterizzata dalla presenza di una diversa, ma complementare via di transito costituita dal lago, la loro signoria temporale: la Dictio Sancti Iulii.
Questa piccola regione dicesi la Riviera, perché formata dalle sponde del lago da ogni parte (...) Sebbene talvolta con altro nome si appelli, correttamente però si dice Lago di San Giulio, e così pure l'Isola, qual nome riesce assai gradevole in causa del santo uomo che onorò tutta la regione.
Così nel 1612 Carlo Bascapè, presentava nella sua Novaria la regione del Cusio, di cui era, quale vescovo di Novara, anche signore temporale, collegandola con il nome e il ricordo del missionario greco che aveva portato il messaggio cristiano in queste terre e facendo chiaro riferimento alla piccola isola che fronteggia Orta, centro fisico e ideale, vero acrocoro del piccolo Stato e da cui, in un certo senso, aveva preso avvio la storia della Riviera.

### Dal regno longobardo all'impero sassone

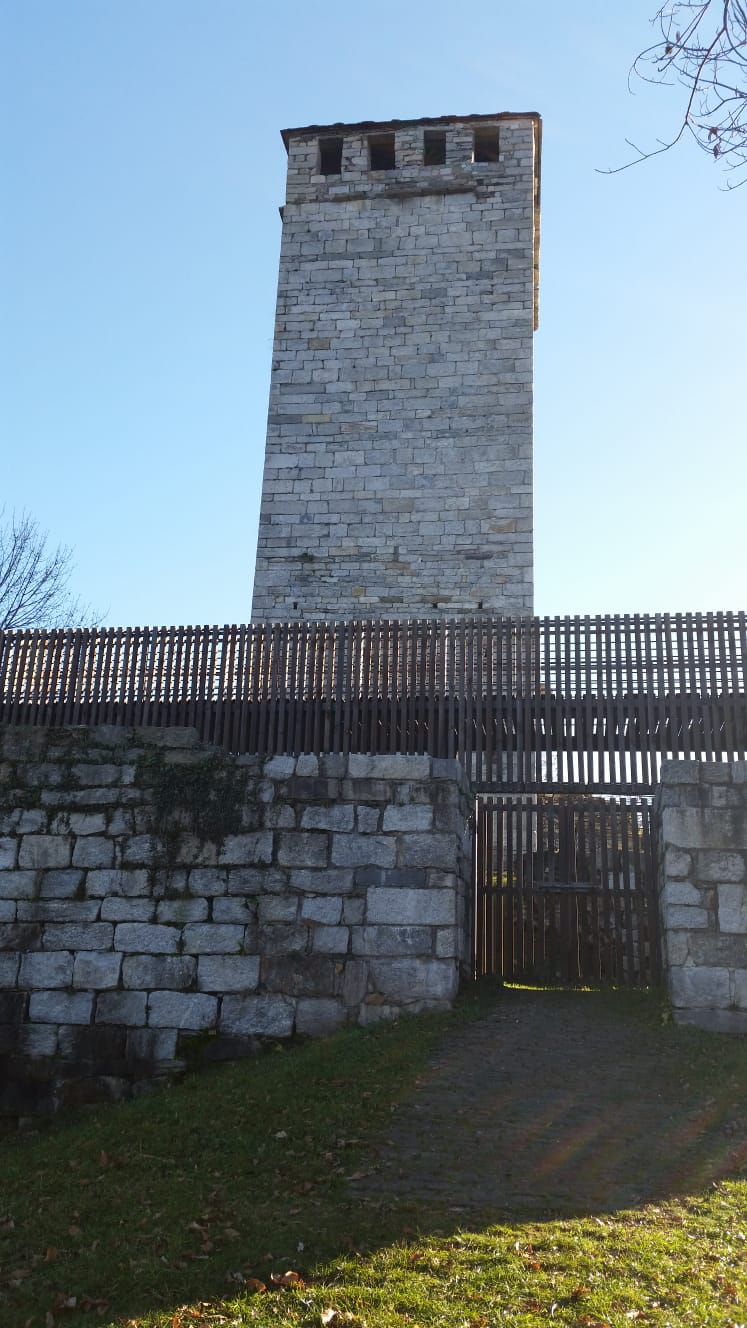
Castello di Buccione

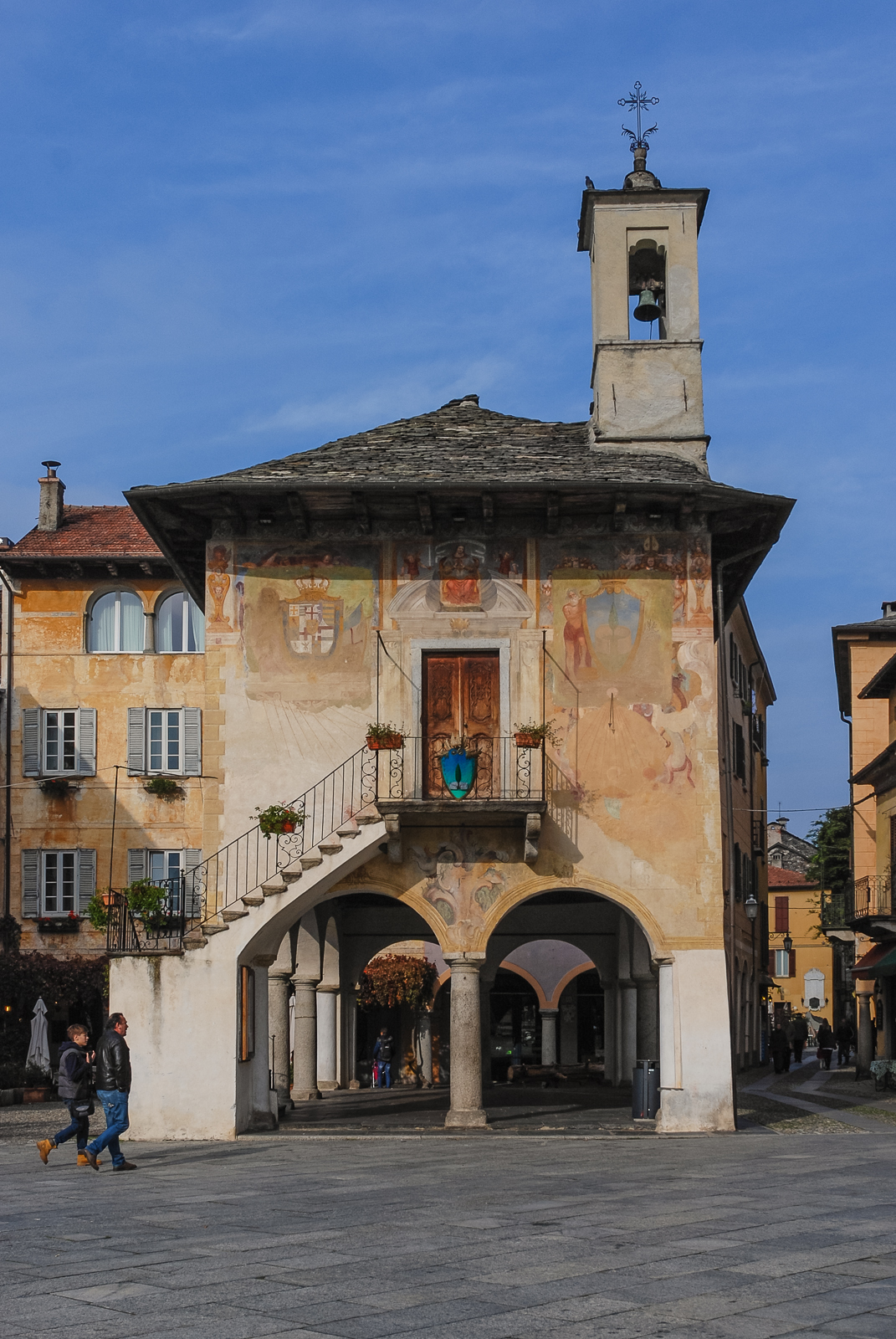
Il palazzo del Governo ad Orta

Nei suoi studi relativi alle origini dello Stato di San Giulio il novarese Mario Bonfantini, rivisitando la precedente storiografia e analizzando le fonti, giunse, negli anni Sessanta del Novecento, a riflessioni fondamentali che fanno luce sulla situazione istituzionale della Riviera. Agli studi di Bonfantini, nel 1988 è seguito, ampliandoli il fondamentale saggio di Giuseppe Sergi che analizza la Riviera dall'inquadramento pubblico al costituirsi della signoria vescovile di San Giulio.
Viene fatta chiarezza su un periodo, quello compreso fra il tardo antico e gli avvenimenti legati all'assedio ottoniano del 962, per il quale erano state date versioni differenti e non sempre supportate da una attenta lettura dei documenti. La storiografia più antica sul Cusio ha posto attenzione, in ragione di alcune citazioni contenute all'interno di opere relative al regno longobardo, scritte in epoche ancora relativamente vicine allo svolgersi dei fatti, alla presenza di un ducato che facesse capo all'Isola di San Giulio.

Scrivono infatti Paolo Diacono e l'anonimo autore dell'Origo gentis Langobardorum che nel 590 Mimulfo «dux de insula Sancti Iulii» (in altri codici si scrive Sancti Iuliani) tradì il suo re, a favore del re franco Childeberto, e permise ai suoi uomini il transito attraverso la via del Cusio: il suo gesto, per sentenza del re Agilulfo, fu punito con la morte. In merito a questa esecuzione capitale il Cotta, nella sua Corografia, scrive: 
Ove ciò si eseguisse non si sa, ed io mosso da poche, lievi congietture, sono di parere che avvenisse nell'isola, imperoché l'anno 1688, nel cavarvisi de' fondamenti dell'appartamento occidentale, o sia destro, della nuova fabrica del seminario de' chierici, furono discoperti alquanti sepolcri, assai profondi, in uno solo dei quali, ma degli altri più polito ed onorevole, di tutte l'ossa del corpo umano, che vi giacevano, non mancava che il capo. Da ivi fu estratto un frammento di lapide, sopra del quale io vidi scolpito a caratteri romani barbarizzanti e tiranti al gotico questo nome: MEYNUL. Allora non feci conto di quella pietra, ma adesso mi pento d'averla trascurata.
Secondo la storiografia locale il sarcofago di Mimulfo è da identificarsi con il plinto di colonna posto nella basilica dell'isola, collocato ai piedi del cinquecentesco bassorilievo che rappresenta la miracolosa navigazione di san Giulio verso l'isola infestata dai rettili, e ancora usato come cassetta per le offerte.

Il riferimento a un duca longobardo al cui nome fosse collegato quello dell'isola giuliana, potrebbe riferirsi ad una semplice provenienza o residenza geografica della persona di Mimulfo, e non dare per sicura l'esistenza di una circoscrizione territoriale il cui centro sia da collocarsi in tale isola. Tuttavia questa situazione potrebbe non essere improbabile, infatti dalle informazioni che esistono sulla ripartizione in ducati del Piemonte si rileva l'esistenza di centri ducali facenti capo a Torino, Asti e Ivrea. Il novarese, per logica avrebbe dovuto avere una copertura militare e amministrativa del proprio territorio, non esistono infatti cenni documentari che rimandino a sedi ducali a Novara o a Pombia (luogo che in seguito sarà centro di una distrettuazione carolingia), conclude, pertanto il Sergi: 
San Giulio d'Orta è certamente una residenza ducale; altrettanto certamente tale residenza è fortificata ed è probabile che ad essa faccia capo un presidio militare; possiamo giudicare probabile, in assenza di altre attestazioni ducali per il Piemonte nord-orientale, che quella sede esercitasse almeno un forte condizionamento militare su tutto il Novarese, sulla stabilità di questa sede e sulla sua natura di centro circoscrizionale non possiamo invece esprimerci. Qualora sia stato un normale ducato, come gli altri tre subalpini, sarebbe l'interessante anticipazione di un'anomala attitudine circoscrizionale del Novarese: come è noto, anche nel successivo ordinamento carolingio non fu Novara a essere centro di comitato, ma il vicino castello di Pombia.

### Berengario II e Ottone di Sassonia: gli assedi dell'isola

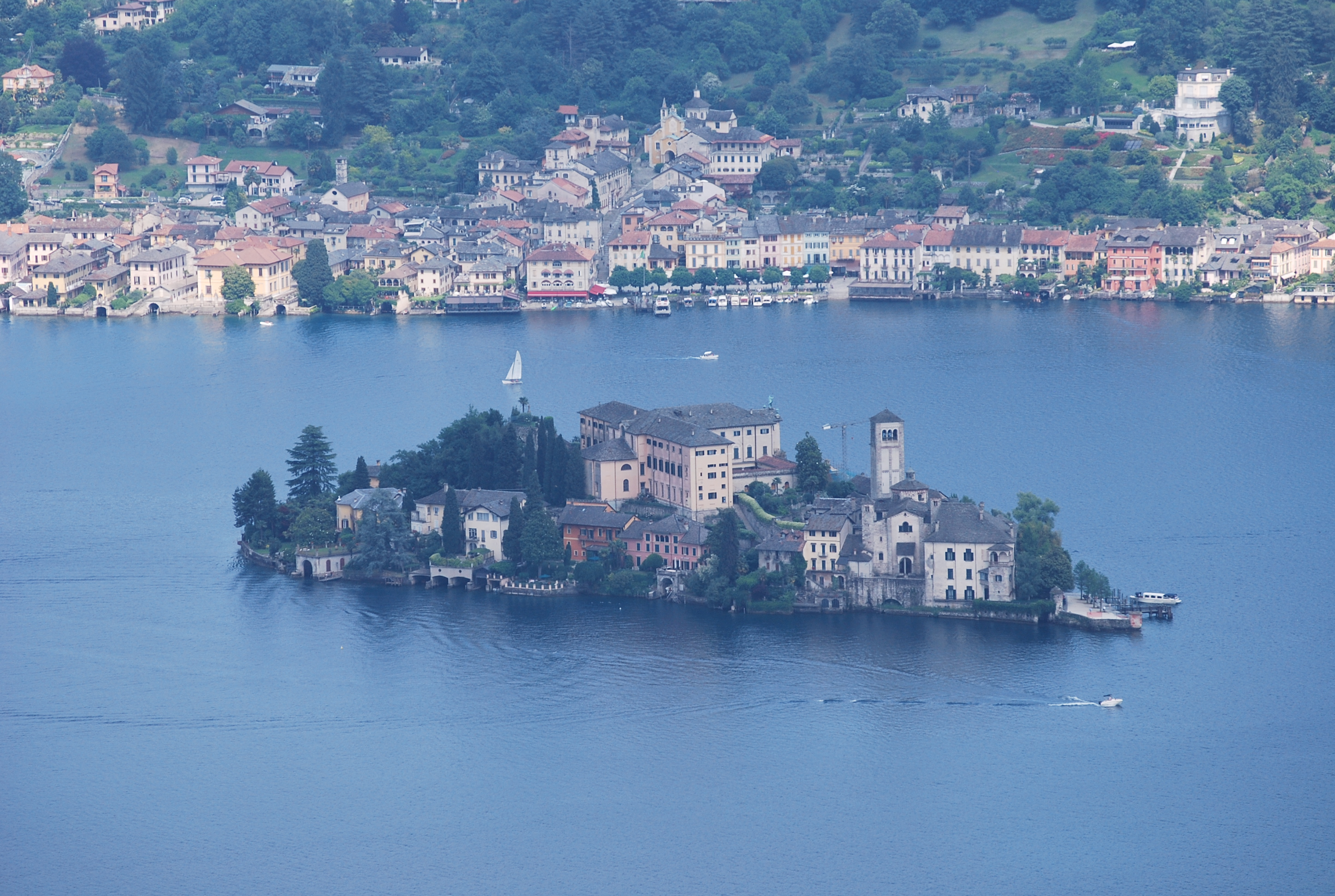
Isola di San Giulio

Il racconto degli avvenimenti che portarono Ottone in Italia, quindi all'assedio dell'isola di San Giulio del 962 e le varie fasi di questo episodio guerresco, sono stati narrati in alcuni testi medioevali, nonché dal Muratori. Fra gli storici cusiani a fine Seicento il Cotta, e nell'Ottocento il Fara, ne scrissero ampiamente.
Gli episodi collegati territorialmente con l'isola del Cusio sono inseriti nella fase finale di un tentativo di autonomia di un regnum italicum che cerca di svilupparsi dopo la deposizione dell'ultimo carolingio, Carlo il Grosso (888), attraverso lotte di partiti avversi e il conferimento della corona italiana a vari personaggi, espressione delle potenti famiglie della penisola centro-settentrionale, tentativo naufragato definitivamente nello scontro con Ottone di Sassonia, che oltre a fregiarsi del titolo di sovrano d'Italia, riporterà sul proprio capo la corona imperiale.
Berengario d'Ivrea, discendente dalla famiglia franca degli Anscarici, il cui capostipite era stato creato marchese di Ivrea dal re Guido da Spoleto negli ultimi anni del IX secolo, nel 945 partecipò a Milano alla dieta dei più importanti domini italiani che elesse re d'Italia Lotario, e prese ad esercitare una grande influenza su di lui nel governo del regno. Alla situazione di fatto, dopo qualche anno seguì quella di diritto. Infatti la morte di Lotario, attribuita ad avvelenamento ordinato dallo stesso marchese d'Ivrea, favorì la strada di costui che, assieme al figlio Adalberto, nel 950 fu eletto re in Pavia. La situazione di Berengario non era certamente salda: rimaneva la vedova di Lotario, Adelaide (che la Chiesa ha proclamata santa e la cui Vita fu scritta da Odilone, famoso abate di Cluny) rifugiatasi nel castello di Canossa, che nonostante le insistenze mosse in particolare da Willa, moglie di Berengario e figlia del marchese di Toscana, rifiutava di sposare Adalberto e, soprattutto sussisteva lo scontento e la preoccupazione degli importanti vescovi dell'Italia Settentrionale. Sembrerebbe addirittura che alcuni di loro sollecitassero Ottone di Sassonia ad unire l'Italia ai suoi possedimenti; in quest'ottica sarebbe da leggersi la discesa in Italia di Liudolfo, figlio di Ottone, nel 951. Nello stesso anno, in Pavia, il titolo regale italiano fu conferito al signore sassone. Berengario ed Adalberto pararono il colpo, riuscendo a farsi comunque infeudare l'Italia, con atto dato ad Aquisgrana, l'anno seguente.
Nel frattempo la regina Willa - che Odilone descrive nella Vita di Adelaide come una donna priva di scrupoli, che giungeva persino a colpire fisicamente la santa – tentava di costringere la vedova di Lotario al matrimonio col proprio figlio, non riuscendo nell'intento la fece rinchiudere in una torre sul lago di Garda, dove sarebbe certo morta, se con l'aiuto del prete Martino non fosse stata fatta fuggire in Germania, terra in cui sarebbe diventata sposa proprio di Ottone di Sassonia.
Approfittando anche degli impegni di guerra che Ottone aveva contro gli Ungari (che sconfiggerà definitivamente nel 955, acquistando grande prestigio militare e politico) i due Anscarici continuarono ad esercitare il potere con gli abituali metodi. Ripresero i soprusi su quanti sospettati di essere al corrente di come era morto il re Lotario, fra questi anche il vescovo di Cremona, Liutprando, che fuggì alla morte e si rifugiò alla corte tedesca. Le vessazioni erano dirette a molti sudditi e, addirittura si pretese che un membro per ognuna delle famiglie potenti fosse consegnato come ostaggio, a garanzia di fedeltà della stessa; furono inoltre sciolte le diete e vietate le riunioni, furono persino usurpate alcune proprietà vescovili. Così dovette avvenire anche per il castello dell'isola di San Giulio, su cui dovevano sussistere interessi episcopali.

Facendosi pesante la situazione italiana, sollecitato da signori laici e da vescovi, nel 957 Ottone decise di inviare un poderoso esercito in Italia, ponendovi a capo Liudolfo, il figlio avuto dalla prima moglie Edith d'Inghilterra. La reazione di Berengario, che continuava a mantenere le sue mire di autonomia, fu naturalmente quella di munire alcune piazzeforti, in particolare quella di San Giulio, dove si asserragliò. Liudolfo, conquistata con facilità la Lombardia, rimasta abbandonata, nell'estate del 957 portò assedio all'isola fortificata, dove Berengario s'era rinchiuso col figlio Adalberto, definita dallo storico Arnolfo municipium insulae Sancti Iulii, che come osserva l'Andenna è: 
espressione che nella mente del cronista lombardo dell'XI secolo indicava ancora la persistenza di un centro di potere politico e di amministrazione pubblica.
Liudolfo fu impegnato nell'operazione per due mesi, dovendosi scontrare con una situazione difficile, sia per la posizione della fortezza, praticamente emergente dal lago, sia per la poderosità della costruzione stessa. Secondo la tradizione mentre operava un tentativo di avvicinamento al castrum con un buon numero di barche, vide delle imbarcazioni venirgli incontro: portavano dei soldati ribelli, che gli volevano consegnare Berengario, tenuto da loro prigioniero. Ma Liudolfo, non desiderando vincere a quelle condizioni, rimandò Berengario nella fortezza. Poco dopo l'isola fu presa dal principe sassone, forse conquistata con le armi, forse ceduta da Berengario, che con il figlio fu lasciato libero.
I due si ritirarono nel castello di San Leo in Montefeltro, mentre Liudolfo rimase per un lungo periodo nel nord Italia, alloggiando nel castello di Pombia, che apparteneva alle corti regie o era residenza dell'apparato regio, e quindi era la logica base delle operazioni svolte in zona dal principe Liudolfo: conferma questa dell'appartenenza di Orta, all'interno dell'ordinamento post-carolingio, che la situazione della metà del X secolo rispecchiava, al comitato di Pombia. Nel castrum Plumbiae Liudolfo moriva forse avvelenato: i sospetti, naturalmente, caddero sull'entourage di Berengario. Del resto il comitato di Pombia era una circoscrizione interna dove operavano i marchesi anscarici di Ivrea, che appartenevano allo stesso ceppo famigliare di Berengario. L'esercito tedesco, morto il suo comandante, si disperse, e Berengario II ebbe nuovamente campo libero alle sue azioni.
Nel contempo in Germania si era recato anche il vescovo di Milano Gualberto, a perorare la causa italiana, e a chiederei un intervento diretto al signore sassone. Nel 961 Ottone scese in Italia e fu investito con le insegne imperiali in Sant'Ambrogio, nel febbraio dell'anno successivo ricevette dal papa, a Roma, l'unzione imperiale. Di ritorno sostò a Pavia, che trovò abbandonata dagli Anscarici: Berengario era rinchiuso in San Leo, Adalberto in un'isola del Garda, l'altro figlio Guido si era asserragliato nella fortezza dell'isola Comacina, sul Lario e, infine, Willa, con il tesoro di famiglia, si era rifugiata nell'isola del Cusio, che per l'occasione era stata rinforzata nelle sue strutture difensive.

Sul finire del mese di maggio del 962 l'imperatore iniziò le operazioni di assedio dell'isola fortificata. I fatti sono narrati in primis dallo storico Reginone, che scrive in epoca vicina agli accadimenti, e ripresi in più fonti. L'azione strategica cominciò con lo stanziamento del quartiere generale sulla sponda occidentale, a riva del lago, nella zona detta Lagna (toponimo che secondo alcuni deriverebbe da Alemagna), pare che Ottone abbia poi occupato Pella e le fortificazioni poste attorno al lago e chiuso la via d'accesso a Orta, per impedire eventuali aiuti e rifornimenti che potevano giungere da terra all'isola. Non trovando un numero sufficiente di barche, e poiché quelle esistenti non erano adatte al suo scopo, Ottone fece costruire alcune imbarcazioni, sul genere di quelle in uso presso i Germani per combattere su fiumi e laghi, dette camere. Tali barche erano:
strette dalle bande, col ventre largo...e quando è vento grosso aggiungevano tavole di sopra..., chiudevansi dentro, e per l'onde si rivoltavano. 
L'assedio durò due mesi, durante i quali la regina Willa e i suoi resistettero valorosamente, finché a fine luglio gli assediati capitolarono per fame. Ottone entrato nell'isola fortezza confiscò il tesoro regio, ma lasciò libera Willa di raggiungere il marito Berengario nel castello di San Leo, in Romagna.

Conquistato il castrum videlicet insulam Ottone sancì l'importante momento politico con la redazione di un atto che, già per la sua natura di diploma imperiale, avrà grande autorevolezza, e tentò una sistemazione della situazione isolana. Il diploma del 29 luglio 962 è il più antico documento pervenutoci in cui si accenna ad Orta, infatti l'atto reca la data in villa quae dicitur Horta, prope lacu sancti Iulii. L'imperatore dona ai canonici della capitolo di San Giulio due curtes a Barazzola e Agrate, ricche di mansi con mulini, corsi e diritti d'acqua, uomini liberi, servi e animali, pro remedio anime suae. Nell'atto si evidenziano alcuni punti, primo fra tutti che l'isola fortificata era stata sottratta da Berengario alla giurisdizione regia e al vescovo di Novara, e usata per la ribellione. Tuttavia non vi è molta chiarezza nel diploma circa situazione giurisdizionale e patrimoniale in cui l'isola fortezza si trovava precedentemente agli episodi della ribellione di Berengario, e neppure quale sarebbe stata la successiva destinazione. Scrive il Sergi: 
la giurisdizione (ditio) sull'isola era regia e non vescovile. Se invece il controllo patrimoniale sull'isola era in precedenza della chiesa novarese, come il diploma sembra ammettere, è strano che non se disponga la restituzione: è da escludere infatti quella restituzione implicita supposta dal Bascapè e ripresa dai successivi studiosi. Non si deve dimenticare che l'isola e il castrum erano tutt'uno: ciò induce a pensare alla vicenda come a un episodio della discontinua tolleranza regia verso il controllo di castelli da parte di privati. Una struttura di difesa può essere, per sua natura, ritenuta di competenza pubblica: forse già Berengario II non aveva compiuto un'usurpazione, ma, nella sua qualità di re, aveva rivendicato il diritto di uso del castrum, anche se per consuetudine era della chiesa novarese. Il re vincitore, Ottone, probabilmente non prese neppure in esame possibilità diverse e tenne per sé l'isola fortificata: ma per sottolineare la gravità dell'atto di Berengario (che poteva assomigliare al suo), insisté sul fatto che Berengario era un ribelle al potere legittimo e, per aggravarne la posizione, ricordò il precedente consuetudinario possesso vescovile dell'isola (forse non è casuale che con «insula», e non con «castrum», sia concordato il sublata. Sembra essere un passaggio un po' impacciato del diploma. In situazione di incontrastata chiarezza istituzionale Ottone avrebbe potuto restituire il possesso al vescovo tenendo per sé la giurisdizione, ma negli anni di maggior rigoglio delle immunità vescovili l'atto avrebbe fatto scattare un'automatica applicazione dell'immunità su un luogo strategicamente tanto importante: così il re tacque su qualsiasi restituzione.
L'imperatore, oltre alle concessioni fatte con il diploma del 29 luglio sancì l'avvenuta tregua in modo molto significativo, portando al fonte battesimale, assieme all'imperatrice Adelaide, il piccolo Guglielmo, figlio del luogotenente di Willa, Roberto da Volpiano, a cui del resto la regina era legata da un vincolo di parentela; Guglielmo, destinato a divenire uno dei personaggi chiave dell'Europa degli anni attorno al Mille, è passato alla storia attraverso la biografia che ne scrisse il discepolo Rodolfo il Glabro, nonché le lettere che Guglielmo stesso compose e le cronache delle molte abbazie dove fu abate o visitatore. Imparentato con grandi famiglie del tempo, prima fra tutto quella dei duchi di Borgogna, fu monaco al cenobio di Santa Maria di Lucedio, presso Vercelli. Ben presto egli si legò poi al movimento di riforma della vita monastica, promosso dall'abbazia borgognona di Cluny e, vicino ai grandi abati Odilone e Maiolo, fu egli stesso abate di San Benigno di Digione.
Qui non solo riformò la vita claustrale, ma provvide a far erigere, secondo un suo progetto architettonico, in onore del santo martire Benigno, venerato in quella città, una chiesa detta "la Rotonda", per la sua pianta circolare, edificio di grande mano e di grande fascino, ancora oggi visibili quale cripta di una successiva costruzione. Nei terreni paterni, presso Volpiano nel basso Canavese, fondò l'abbazia di Fruttuaria ponendola, sull'esempio di Cluny, sotto la diretta protezione del Papa e procurandole l'assicurazione di immunità da parte dei potenti del tempo, per garantirle, il più possibile, una situazione di autonomia rispetto alle interferenze del potere sia vescovile, che imperiale o feudale. Nelle molte abbazie dove passò, da Farfa nel Lazio, fino alle fondazioni monastiche normanne, operò una capillare azione di riforma: partendo dalla radicale applicazione della regola benedettina, indirizzò il monachesimo ad una profonda spiritualità, che sfociava anche nella cura puntuale della liturgia e dell'edificio sacro, quali aspetti della lode a Dio.

Il discepolo Rodolfo il Glabro scrisse di lui: 
I re lo consideravano un padre, i pontefici un maestro, gli abati e monaci un arcangelo e tutti un amico di Dio e un esempio da seguire per raggiungere la salvezza. 
Fu considerato santo dalla tradizione e la Chiesa ne approvò il culto per la diocesi di Ivrea nel 1808, fissandone la festa il 1º gennaio.

### Origini della signoria episcopale di San Giulio

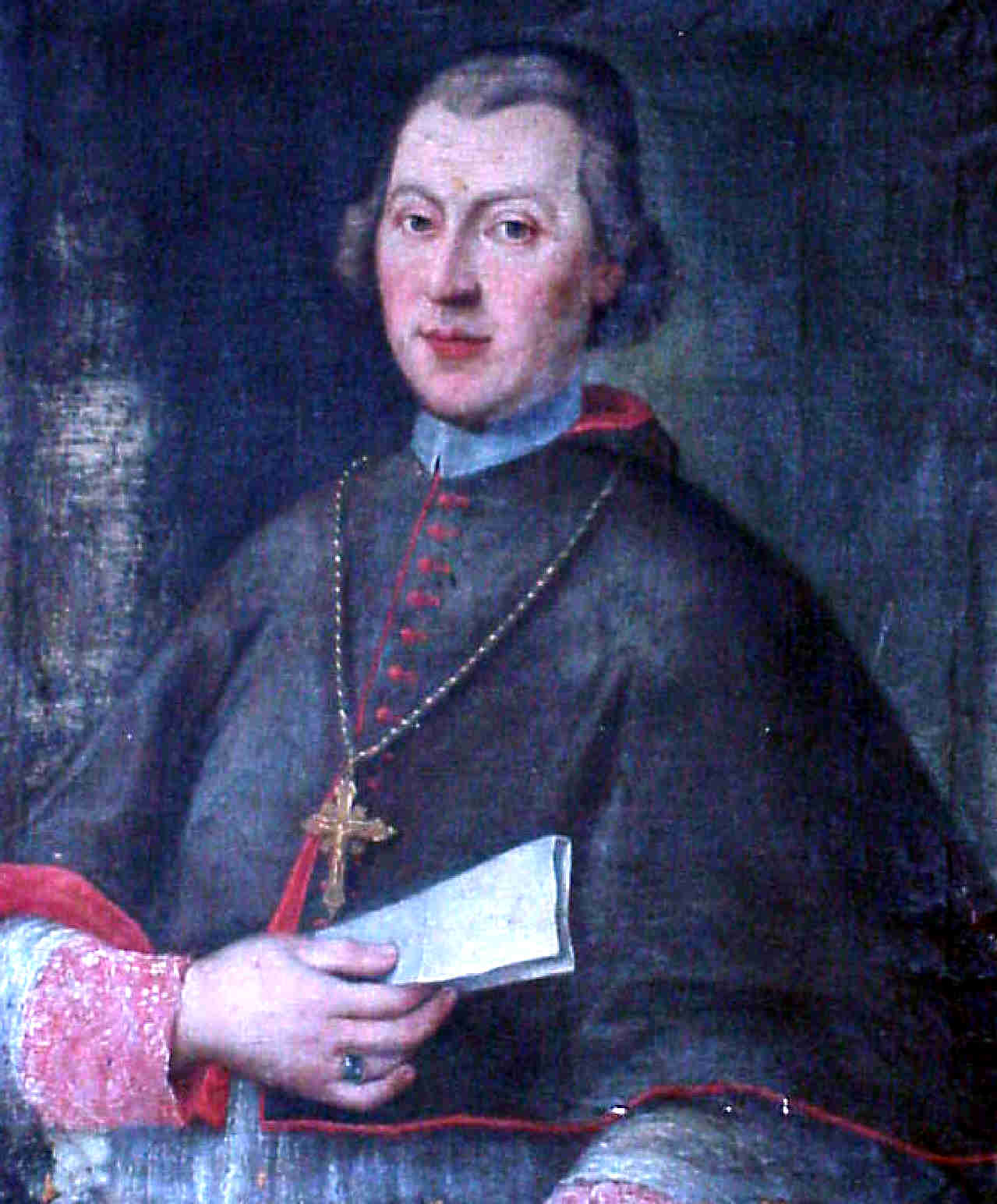
L'ultimo principe vescovo Marco Aurelio Balbis Bertone

Si è visto dunque che sul finire del Mille la distrettuazione di pertinenza episcopale era limitata alla zona più centrale della diocesi e al piccolo comitato dell'Ossola, posto a settentrione: il Cusio continuava a far parte della giurisdizione del conte di Pombia o di altro rappresentante del potere regio. Infatti con diploma dato a Pavia nel maggio del 1014 Enrico I concedeva al vescovo il distretto della città di Novara, il mercato settimanale del giovedì, riconfermava i mercati di Gozzano, già concesso da Berengario I nel 919, e quello di Domodossola e tre mansi in Orta, dati alla chiesa di San Giulio, più la foce del fiume Pescone e il diritto di pesca nel fiume stesso e nel lago, oltre ad una non specificata terra sul lago di San Giulio pertinente alla corte di Romagnano. Concedeva, inoltre il comitatulus dell'Ossola entro i confini della diocesi, con le funzioni pubbliche connesse e la corte di Gravellona.

Come osserva il Bonfantini: 
Siamo dunque in presenza di un vero infeudamento: cioè della prima vera origine della signoria del vescovado novarese sul lago d'Orta: ma ognun vede quanto tali concessioni, per quel che riguarda la nostra Riviera, siano limitate, ristrette. Si tace dell'Isola; della giurisdizione sulla villa quae dicitur Horta nemmeno una parola; e così per gli altri paesi o “vicini” che già certo esistevano (...) i quali evidentemente restavano all'impero e per esso ai feudatari arduinici.
Il patrimonio fondiario che il vescovo novarese possedeva in Riviera era consistente; esso si era venuto a creare, con probabilità già dall'epoca della guerra greco-gotica, attraverso continui incrementi patrimoniali, che una serie di documenti regi e imperiali aveva reso esente da tassazioni, cioè fodri e telonei che, come specificano i diplomi del 1014 e 1015 dell'imperatore Enrico I al vescovo Pietro, spettavano ad regiam partem.
Ma tale patrimonio costituiva esclusivamente una forma di possesso, a cui ancora non era legato un corrispondente potere giurisdizionale sul territorio della Riviera, benché il riconoscimento di diritti e le antiche immunità della chiesa vescovile, non omologavano il vescovo ad un qualsiasi proprietario di beni immobili.

L'istituzione che caratterizzò politicamente la Riviera di San Giulio, cominciò a configurarsi solo nei primi decenni del secolo XI. Il 10 giugno 1025 l'imperatore Corrado II concesse al vescovo Pietro III di estendere il proprio distretto alla Riviera cum teloneis et publicis omnibus functionibus regiae potestatit...et omnem possessionem Uberti et Ricardi circa lacum S. Iulii in circuito eaurumque pertinentiis ed adiacentiis. Osserva il Sergi: 
L'egemonia vescovile sul Novarese compì un deciso salto di qualità e di quantità nel decennio successivo quando, nel 1025, ottenne da Corrado II di espandere il “districtus” a tutto il comitato di Pombia e, inoltre, diede sostanza concreta ai suoi diritti con l'ottenimento di tutti i beni fondiari che erano stati confiscati allo sconfitto re Arduino, in particolare proprio quelli della famiglia dei conti di Pombia circa lacum Sancti Iulii... La legittima giurisdizione civile del vescovo di Novara sulla zona di Orta cominciò soltanto da questo momento, da quando divenne titolare della districtio su quel comitato di Pombia che come abbiamo prima dimostrato comprendeva Orta.
Peraltro un legame della Riviera con la famiglia dei signori di Pombia tornò a rendersi presente quando il seggio episcopale novarese venne occupato da rappresentanti di quella casata, come avvenne quando ressero la diocesi novarese i vescovi Gualberto e Riprando.
Tuttavia il riconoscimento imperiale della distrettuazione non sembra avere avuto di fatto un'immediata e diretta conseguenza. Non fu semplice per il vescovo esercitare il proprio ruolo di signore temporale, dovendo continuamente elaborare forme di coesistenza con altre forme di potere di forma comitale o già rielaborati in chiave signorile.
Per due secoli continuarono a svolgersi intricate vicende di predominio tra i domini locali: i conti di Biandrate, i loro parenti da Castello, i da Crusinallo e l'emergente comune di Novara, con cui il vescovo finì per avere lo scontro diretto proprio per la signoria sulla Riviera. Nel 1155 Federico I Barbarossa, quasi in funzione di arbitro il Comune di Novara e il conte Guido da Biandrate, riconfermava al vescovo Guglielmo Tornielli, i privilegi sul comitato di Pombia, mentre per quel che riguardava l'Ossola significava la riconferma del castello della Mattarella con le relative pertinenze. Venivano riconosciuti ancora al vescovo la giurisdizione su Novara, il mercato di Gozzano, alcuni diritti sul Ticino: non si faceva cenno esplicito al territorio della Riviera. Secondo il Bonfantini le terre della Riviera erano ancora in mano ai da Biandrate, che l'imperatore non voleva inimicarsi.
Tale signoria sembrerebbe essere implicita negli accordi fra il comune di Novara e i da Biandrate in merito alle terre della Riviera, stilati negli anni 1202 e 1218. Nel primo i conti di Biandrate si impegnavano a difendere militarmente il territorio del comune novarese e che avrebbero pagato il fodro in Novara per le terre che possedevano da Romagnano, da Gozzano e da Arona in su. Nel secondo accordo Guido da Biandrate vendeva al comune di Novara i suoi castelli in Valdossola, il castello di Invorio Inferiore e i diritti di giurisdizione posseduti per castelli e uomini dell'Ossola, di Invorio Inferiore, in Valdossola da Gozzano e da Arona in su. L'omissione ad esplicite citazioni sulla Riviera potrebbe far pensare che di fatto questa fosse riconosciuta di giurisdizione episcopale, tuttavia lo svolgersi degli eventi, in particolare l'azione condotta dal comune di Novara, pare dimostrare che in effetti la signoria episcopale sulla Riviera non potesse essere esercitata a tutti gli effetti.

Dalla seconda metà del 1100 il comune e le sue istituzioni avevano cominciato a giocare il ruolo primario nel governo di Novara, a scapito dell'episcopato. Scrive l'Andenna: 
Novara aveva da alcuni anni costruito dei borghi franchi a Borgomanero e a Borgo Ticino, in mezzo al territorio dei conti di Biandrate e dei da Castello, e mirava ormai, per assicurarsi il possesso della Valsesia contro Vercelli, alla conquista delle terre a Nord di Gozzano e del lago d'Orta, inoltre intendeva sfruttare la baraggia che da Borgomanero si stendeva sino alle propaggini della collina morenica del Cusio. Opportunamente roncata avrebbe fornito i campi per il sostentamento del nuovo centro abitato di Borgomanero: prima di combattere contro il vescovo il Comune preferì trattare con i da Castello, che in quelle zone avevano diritti e possessi: nel marzo del 1200 numerosi appartenenti al gruppo famigliare degli eredi dei Pombia si incontrarono con i consoli di Novara in prato subtus castellum Buzoni iuxta lacum sancti Iulii alle falde del monte Mesma, che in quel momento probabilmente la famiglia possedeva. Si stabilì una spartizione delle zone di influenza: da Gozzano in giù avrebbero dominato i Novaresi, mentre a Nord i domini si riservavano piena attività giurisdizionale. Alla trattativa era presente il vescovo Pietro. Novara pensò di avere piena libertà di azione sulla baraggia borgomanerese e la fece occupare: era una evidente violazione dei diritti della Chiesa.
Il vescovo Pietro IV fu costretto ad abbandonare la città e a rifugiarsi nei suoi castelli della Riviera, a causa di una sollevazione popolare, a cui peraltro aveva reagito lanciando la scomunica, rafforzata da una lettera con cui papa Innocenzo II, del 17 ottobre 1200, dava un ultimatum al clero, ai consoli e al popolo di Novara. Il Comune cedette formalmente, ma in realtà, dopo l'accordo del 1202 con i da Biandrate, sfruttandone la debolezza, nell'ambito della costruzione del proprio territorio diresse dunque le proprie mire verso la terra di San Giulio dove, stando al Fara, assalirono: "con alquante squadre la Riviera, occuparono le terre e i possedimenti del Vescovi... armarono il lago con buon numero di grosse navi, oppressero i popoli con gravosi tributi, trascinarono a Novara prigionieri molti Rivieresi".
Infine per insinuarsi a cuneo nei possedimenti rivieraschi del vescovo, il comune di Novara creò il borgo Mesmella, un avamposto munito di doppio fossato, posto su una collinetta fra Bolzano, Mesma e Buccione, da cui poi tentare di imporre il proprio dominio sulla Riviera.
La situazione del luogo in cui il comune di Novara verso il 1215-1216 creò il borgo Mesmella, da cui cercava di esigere i tributi dovuti dagli abitanti al vescovo, era caratterizzata dalla vicina presenza di due strutture fortificate: i castelli di Buccione e di Mesma.
Il colle di Buccione, sorta di sentinella a guardia fra lago e pianura, è per sua natura un punto di osservazione importante, le cui valenze difensive furono sfruttate dalle istituzioni che nel tempo ebbero giurisdizione sulla Riviera, con la logica conseguenza della creazione di una struttura difensiva. Non è possibile datare la primitiva fortificazione, che potrebbe essere anche molto antica, trasformata ed ampliata nel tempo, per giungere ad essere un complesso più vasto di quello attuale, e che occupava tutta la parte cacuminale del colle e che i documenti definiscono castrum Buzoni. Controversa è ancora la datazione del manufatto e sulla committenza delle opere, ma l'opinione ormai più consolidata è quella che si tratti di un edificio sorto dopo il Mille.
Il Nigra negli anni Quaranta del Novecento afferma che la torre posa su fondamenta romane, di cui si ravviserebbero ancora alcuni resti, che rimandano alla tipologia costruttiva imperiale; l'attuale struttura sarebbe da collegare con l'azione dell'episcopato novarese riferita agli anni attorno al Mille, nei primi periodi del suo affermarsi in Riviera. Di opinione contrastante è il Marzi: nei suoi studi abbastanza recenti egli afferma, dopo aver eseguito accurate indagini architettoniche, che la fortificazione presenta due fasi costruttive, di cui la prima comprende la cortina e le stanze del presidio ed è riferibile agli anni 1150-1175. Il medesimo studioso ritiene che la committenza debba ricercarsi fra i domini locali, legati al vescovo, forse i da Castello da Crusinallo. Accanto a questi studi fondati sull'analisi architettonica, sono di fondamentale importanza quelli - a partire dal Cotta per giungere al Fara - che analizzano descrizioni riferite a periodi in cui il fortilizio era ancora percepibile e vi era possibilità di analizzare dati documentari ora perduti.
Al tempo in cui fu costruito il borgo Mesmella, il castello di Buccione apparteneva al vescovo, infatti il 2 agosto 1205 il presule novarese firma un documento dato proprio in castro Buzoni. In parte opposta a Buccione si ergeva il castello di Mesma, a dominio della strada che conduceva alla Riviera. Il Cotta non si esprime sulle origini di questa fortificazione, ma non ne esclude un'origine romana, e afferma che è identificabile con un castello citato in un documento di Berengario I del 917, affermazione che l'Andenna ritiene, analizzando il documento, sia solo una supposizione. Il castello dovrebbe le sue origini proprio al comune di Novara, che l'avrebbe edificato come centro militare contro le fortificazioni episcopali della Riviera.
Il castello di Mesma, esaurita la sua funzione dopo il riconoscimento della dictio Sancti Iulii e l'allontanamento del comune novarese dalla Riviera, divenne struttura ingombrante per le popolazioni locali che desideravano sfruttare il monte Mesma. Nel prosieguo il vescovo Giovanni Visconti (1329-1342) lo aveva concesso ad un suo omonimo parente di Oleggio, che spadroneggiò sul monte, perseguitando gli abitanti di Ameno e Lortallo, che si portavano al pascolo le proprie bestie sul Mesma. Dopo alterne vicende di liti e accordi, gli uomini della Riviera distrussero nel 1358; da Oleggio accettò la situazione e due anni dopo vendette per 50 fiorini d'oro alla comunità di Lortallo i diritti sul castello e sul monte. I resti del castello, che contenevano anche un oratorio dove era venerata un'antica statua della Vergine, vennero utilizzati nella prima metà del Seicento per costruire l'attuale convento dei Frati Minori.
Queste azioni, in particolare la creazione del borgo Mesmella, provocarono la scomunica da parte del vescovo Oldeberto Tornielli, cui diede manforte il papa Onorio III, che minacciò di togliere la sede episcopale a Novara. Peraltro proprio nel 1219 lo stesso papa aveva dato precisi ordini di realizzare entro la cristianità occidentale la pace fra Chiesa e Impero, al fine di favorire la pacifica incoronazione dell'imperatore Federico II.
La situazione fra Comune e Chiesa novarese doveva essere necessariamente sanata: il vescovo e il podestà di Novara Giordano de Settala il 23 luglio 1219 nominarono arbitri della contesa Giacomo di Carisio, vescovo di Torino e vicario imperiale, e l'arcivescovo di Milano Enrico Settala, giurando di rispettare il giudizio che avrebbero emesso.
Il 25 ottobre del medesimo anno, venne stilato un patto fra il comune e il vescovo di Novara, in base a cui il comune doveva restituire al vescovo tutti i castelli, i villaggi e i possedimenti situati da Gozzano in su, sciogliendo gli abitanti di quel territorio da ogni giuramento di fedeltà ad esso; nelle stesse terre i novaresi non potevano tenere mercato, fortificazioni, né esigere tributi.
Il borgo Mesmella doveva essere distrutto prima di Natale e non potevano costruire borghi o tenere imbarcazioni sul lago; al vescovo doveva essere lasciata l'intera giurisdizione del territorio e dei suoi abitanti. La baraggia sita fra Gozzano e Borgomanero andava divisa a metà fra il comune e il vescovo; i prigionieri dovevano essere restituiti alle rispettive parti, così come entro 15 giorni occorreva restituire i bottini. Infine i Novaresi dovevano pagare al vescovo per i danni e le ingiurie arrecati la somma di 950 lire imperiali entro la festa di Sant'Andrea (30 novembre). Al comune di Novara, cui in effetti veniva riconosciuta l'autonomia politica, era lasciato il castello di Mesma.
Alla Baraggia venivano poste le pietre di confine dei possedimenti di pertinenza episcopale.
Iniziava così veramente l'autonomia della dictio Ripariae Sancti Iulii, che avrà un'estensione di circa 300 km² con i confini settentrionali limitati da due riali, posti sulla sponda orientale fra la comunità di Crabbia e quella di Agrano, e su quella occidentale fra le comunità di Brolo e quella di Omegna, con la linea dello spartiacque orientale della Valsesia e occidentale del Mergozzolo. Il territorio verrà diviso amministrativamente in Riviera Superiore, con a capo Orta ed Inferiore con a capo Gozzano."

### Gli ordinamenti
Nel 1219, dopo una contesa ventennale tra il vescovo e il comune di Novara, nacque formalmente il feudo imperiale vescovile della Riviera di San Giulio.
Nel 1311 l'imperatore Enrico VII sancì di diritto il potere giurisdizionale dei vescovi sulla Riviera, conferendo loro il titolo di conti. All'ombra di questo potere, le popolazioni si organizzarono in comunità amministrativa e gli antichi Comuni rurali costituirono un Consiglio della Riviera, cui partecipavano rappresentanti di tutti i villaggi.
Il Cotta, insigne erudito di Ameno, nella sua Corografia della Riviera di San Giulio (1688), distingue in base alla loro posizione geografica, tra una Riviera Inferiore ed una Riviera Superiore.
- La Riviera Inferiore, corrispondente alla Pieve di Gozzano, comprendeva: Gozzano, Auzato (Auzate), Bugnato (Bugnate), Bolzano (Bolzano Novarese) e Soriso.
- La Riviera Superiore comprendeva: Ameno, Vaciago (Vacciago), Meniasino (Miasino), Pesonio (Pisogno), Carcegna, Armegno (Armeno), Corio (Coiromonte), Petenasco (Pettenasco), Gnogno (Nonio), Cesara, Arola, Artò e Bolleto (Madonna del Sasso), Apella (Pella), Alzio (Alzo), Opaglio (San Maurizio d'Opaglio), Pogno, Orta e Isola di San Giulio.

Il vescovo esercitava la propria autorità sulla Riviera e amministrava la giustizia per mezzo di un castellano, la cui nomina doveva essere approvata dai Consigli della Riviera Superiore e di quella Inferiore. In generale, le comunità locali, dotate di ampie autonomie e propri statuti, erano attivamente coinvolte nel governo della Riviera.
La difesa militare della Riviera di San Giulio era affidata alla milizia e ad alcune fortificazioni, in particolare quelle dell'Isola di San Giulio, di Gozzano e di Buccione.
In sostanza, il feudo, investito al vescovo di Novara, godeva di una larga autonomia, riconosciuta dagli Statuti, che ne facevano una sorta di “repubblica guelfa”. La dominazione vescovile era generalmente ben accetta dalle popolazioni anche perché garantiva una perenne neutralità nei conflitti tra i signori del tempo.
Nel 1767 il Vescovo di Novara cedette la Riviera di San Giulio ai Savoia, benché formalmente la rinuncia al potere amministrativo sia avvenuta solo nel 1817.

### Gli attacchi dei Visconti
La Riviera di San Giulio dovette varie volte difendersi dai potenti vicini che cercarono a lungo di imporle tasse e sottometterla.
Particolarmente grave fu la crisi verificatasi agli inizi del Cinquecento. I primi decenni del Cinquecento furono infatti tra i più tristi per la Riviera di San Giulio. La morte di Lorenzo il Magnifico nel 1492 pose fine ad un lungo periodo di pace in Italia fondato sulla politica degli equilibri tra le varie signorie. La discesa in Italia del re di Francia Carlo VIII, che tentava di inserirsi nella politica italiana con un'azione di rottura dei vecchi assetti, diede il via ad un lungo periodo di lotte in cui finirono per confluire questioni politiche ed economiche ma anche religiose, come la Riforma di Lutero. Pur estranea a queste manovre, la Riviera si trovò a soffrirne le conseguenze.
Il periodo più delicato si aprì con la nomina di Francesco II Sforza a duca di Milano. I rapporti tra il ducato lombardo e il feudo vescovile erano stati e furono oggetto di un'interminabile disputa legale. La questione non riguardava solo gli azzeccagarbugli dell'epoca, in quanto la Riviera rivendicava i suoi antichi privilegi di indipendenza, rifiutando in particolar modo il pagamento delle imposte. La relativa prosperità degli abitanti finì con l'ingolosire i governatori ducali del lago Maggiore, che speravano di poter mettere le mani su una ricchezza così vicina e così indifesa. La Riviera, per la sua natura istituzionale, non era dotata di vere forze armate – siamo nell'epoca dei costosissimi professionisti della guerra – potendo contare solo su una milizia composta da tutti gli uomini atti alle armi. Furono due i vicegovernatori della rocca di Arona che si adoperarono attivamente nel tentativo di sottomettere la Riviera: Anchise Visconti (dal 1523) dei signori di Oleggio Castello e Bonifacio Visconti (dal 1528) da Castelletto. A questi si aggiunse, con un ruolo solo in parte subordinato, un altro Visconti, Giulio detto il Viscontino, che occupava l'avito castello della famiglia a Massino.
Il governo milanese, ufficialmente contrario a queste imprese, non poteva e forse non voleva, frenare i propri capitani. La situazione politica italiana del terzo decennio del XVI secolo, era del resto esplosiva e venti di guerra scuotevano la penisola, divenuta terreno di scontro fra Spagna e Francia. La Riviera di San Giulio non poteva non risentire di questa situazione d'instabilità. Nel 1523 Gozzano fu minacciato da fanti e cavalieri francesi, in ritirata da Arona, validamente difesa da Anchise Visconti. Un loro assalto venne respinto. La Riviera funse da riparo per i profughi provenienti dal Novarese, dove i francesi avevano riconquistato Novara, che avevano perso l'anno precedente. Furono forse gli sfollati ad introdurre la peste. Il primo caso fu registrato ad Orta nel 1523 e in seguito l'epidemia portò molti lutti in tutta la zona. Nel 1524 il duca Francesco II scrisse alla Riviera imponendo Giovanni Pietro Cremonese come castellano, ma la Riviera rifiutò. Probabilmente per punizione Anchise Visconti fece saccheggiare Orta da una numerosa banda di soldati.
Molti prigionieri furono portati ad Arona e per la loro liberazione fu necessario pagare un riscatto. Giovanni Olina di Orta si impegnò per 700 lire imperiali a garanzia del pagamento. L'amministratore del comitato, Morone pregò Anchise Visconti "con manierosa piacevolezza", secondo le parole del Cotta, di non molestare la Riviera, non appartenendo al suo Stato, ma la protesta sortì poco effetto. Si ricorse al re, che pure ordinò al Visconti di non molestare la Riviera. Nel 1526, non sapendosi come pagare le truppe mercenarie, la Riviera fu costretta ad alloggiare, e quindi a sfamare, una compagnia imperiale agli ordini del Capitano Rosales. L'anno seguente, sentendosi forse autorizzato dal precedente del Rosales, fu Bonifacio Visconti a pretendere con la forza l'alloggio di truppe. Bonifacio, cugino di Anchise e suo nemico personale, in precedenza era passato dalla parte dei Francesi e per questo era odiato dai capitani imperiali. Desiderando riacquistare i favori dell'imperatore, intendeva farlo a spese dei cusiani, nonostante fosse stato loro ospite pochi anni prima.
Nel 1528, ormai succeduto ad Anchise nel comando di Arona, chiese al duca di Borbone di essere nominato castellano di Gozzano o governatore della Riviera. Senza por tempo in mezzo cercò di ottenere una ratifica a posteriori del suo operato, occupando di sorpresa il castello dell'isola di San Giulio coi suoi armati. La popolazione insorse e lo strinse d'assedio, ma giunsero in suo soccorso da Omegna Gerolamo Ronco d'Ornavasso e il Viscontino di Massino. Le milizie locali furono messe in fuga e Orta subì un nuovo pesante saccheggio. Il vescovo Giovannangelo Arcimboldi si rivolse al Governatore dello stato per Carlo V, don Antonio de Leyva. Il vicegovernatore, nel riconoscere i diritti della Riviera, fece sapere al vescovo che le casse dello stato erano praticamente vuote e che quindi aveva bisogno di un prestito di cinquecento scudi. Il presule capì e aprì la borsa, versandone trecento di tasca propria purché alla Riviera non fosse chiesto null'altro.
L'anno successivo, nel febbraio del 1529 una nuova minaccia si profilò. Il duca di Urbino, capitano della lega anti imperiale costrinse il De Leyva ad evacuare il Novarese, mentre le forze francesi si spingevano fino a Mortara e Vigevano. Contemporaneamente Cesare Maggio colonnello napoletano dell'esercito imperiale invase la Riviera con l'intento di occupare il castello dell'isola. Non è chiaro se la mossa fosse in funzione antifrancese o a puro scopo di rapina. Di certo rimane il fatto che il Maggio chiese una taglia di 4000 scudi per la libertà. La popolazione, ormai allo stremo, rifiutò l'ultimatum e si rifugiò con i propri averi nel castello dell'isola, organizzando la resistenza.
Lo stesso vescovo Arcimboldi contribuì alla difesa della fortezza, che grazie alla posizione naturale e alle opere costruite si rivelò inespugnabile. Stando alla testimonianza del diario del notaio Olina, contemporaneo agli eventi, il Maggio visti vani i tentativi di conquista del castello si sarebbe allontanato dopo aver razziato le campagne. Nei racconti più tardi, come quello del Fara, il racconto si arricchisce di nuovi particolari e assume i toni dell'epica, con la descrizione della gloriosa insurrezione degli abitanti che avrebbero cacciato gli invasori sulla punta dei forconi e delle spade. È invece noto che la vicenda dell'eroico sacrificio di Maria Canavesa – che avrebbe suonato le campane della torre di Buccione per chiamare alla riscossa la popolazione – non è che una novella romantica scritta verso il 1840 dal Giovanetti e ripubblicata dal Rusconi nel 1880.
La gente della Riviera era ormai esasperata e, nonostante gli appelli del Vescovo – che temeva di innescare una crescente spirale di violenza – era sempre più convinta che l'unico modo per difendere le donne, gli averi, il bestiame e la stessa vita fosse quello di prendere le armi. Nel maggio del 1529 il Viscontino, che non aveva mai smesso di molestare gli uomini e i villaggi della Riviera, organizzò una nuova spedizione e partì alla testa di un centinaio di uomini, tra fanti e cavalieri. I razziatori scesero parte da Sovazza e parte da Arona, riunendosi nei pressi di Armeno, dove presero alcuni prigionieri. Diressero quindi su Ameno per far preda e rientrare alla base. Fin dall'alba però tutte le campane della Riviera suonavano a stormo contro di lui e tutti gli uomini validi prendevano le armi per combattere.
Giunto all'altezza di Pisogno, presso il monte Duno, il Viscontino si trovò di fronte la milizia. Pensando di poter disperdere facilmente quella massa di contadini diede battaglia, ma finì per cadere in trappola. La zona, in parte paludosa, mal si prestava all'uso della cavalleria. Inoltre i locali, seppur male armati, lo sovrastavano per numero e, soprattutto, non avevano dimenticato né il ruolo avuto dal signorotto nel sacco di Orta dell'anno precedente né le continue violenze. Narra l'Olina "poiché egli insisteva, li assalirono come un sol uomo con un gran duello in una località detta del monte Duno, dove uccisero lo stesso Viscontino, e con lui furono trovati uccisi nello scontro circa ottanta morti." E sentenzia, citando un proverbio "dove l'uomo più pecca, là egli muore." La clamorosa vittoria avvenuta, sempre secondo l'Olina, "più per assenso e volontà di Dio che dell'uomo" sembrò porre fine alla minaccia. La terribile fine del Viscontino e dei suoi uomini servì probabilmente da severo monito ai signorotti del Vergante, che di fatto si astennero da altri atti ostili, né tentarono di vendicare la sconfitta.
In effetti quella fu l'ultima grave incursione subita dalla Riviera, in quanto l'atto sacrilego di alcuni sbandati, che avevano militato col Maggio e che nel 1530 rubarono vari arredi nella Basilica di San Giulio, ha più l'aspetto di una rapina che di un vero attacco. Nonostante il fatto d'arme, che nel racconto popolare venne ingigantito e integrato da racconti che confluirono forse nella narrazione del Fara, un ruolo fondamentale al ristabilimento della pace l'ebbero l'accordo di Barcellona tra il Pontefice e Carlo V e la pace di Cambrai del 1529. Il feudo vescovile, che restava sotto la protezione della Chiesa, poteva tornare ad essere difeso con le armi della diplomazia e, nei casi più gravi, con la minaccia della scomunica. Ai rivieraschi restò comunque l'orgoglio per la vittoria, che poneva fine al periodo più drammatico della crisi. L'Olina, nel concludere il commento alla morte del Viscontino, annotava nel suo diario: "Bisogna operare perché chiunque tenta di entrare in questo modo nella nostra repubblica, così l'attraversi."

### Il passaggio al regno sabaudo
Le cose cominciarono a cambiare quando i Savoia dal 1713 divennero sovrani del novarese ceduto dall'Austria.
Le varie exclaves all'interno dei loro Stati non erano ben viste e così, approfittando di una richiesta di aiuto che il vescovo Balbis Bertone presentò alla corte di Torino per sedare una rivolta contro i propri sudditi che non volevano l'unificazione amministrativa delle comunità, le truppe sabaude occuparono il principato la cui sovranità fu in parte ceduta ai Savoia.
Che il supremo Dominio della Riviera di S. Giulio, ed Orta, Gozzano, e Pieve, e dell'intiero Territorio di Soriso appartenga a S.M. ed a' suoi Reali Successori, con l'esercizio di tutti li Regali, Diritti e Prerogative, che ne dipendono; al qual fine ha Monsignor Vescovo in nome della sua Mensa ceduto, e dismesso, come per il presente cede, e dismette abdicativamente e traslativamente, ed in ogni miglior modo, a favore di S.M e suoi Reali Successori...
Così il 15 giugno 1767 il segretario civile del Senato di Torino scriveva al primo punto della convenzione stipulata fra l'episcopato novarese e il regno sabaudo, con cui il vescovo Marco Aurelio Balbis Bertone consegnava a re Carlo Emanuele III l'antico feudo episcopale della Riviera di San Giulio, che per oltre mezzo millennio era stato un'enclave territoriale autonoma rispetto alle varie forme di potere politico e istituzionale che, nel tempo, si erano susseguite nell'Italia nord-occidentale.
Il principe-vescovo rinunciò nel 1786, a favore di Carlo Emanuele III di Savoia, alle proprie prerogative feudali di privilegi legislativi, militari e di governo, conservando però il titolo di principe di San Giulio e continuando di fatto ad amministrare il principato fino al 1817, i cui privilegi feudali verranno soppressi definitivamente con la seconda convenzione del 1819.
Ebbe termine così l'alta signoria (ovvero la quasi sovranità e superiorità feudale) dei vescovi sulla Riviera di San Giulio e Orta, su Gozzano e la sua pieve e su Soriso. Balbis Bertone infatti cedette al Regio Patrimonio del Regno di Sardegna tutti i suoi diritti su quei territori con atto rogato il 15 giugno 1767 (approvato con rescritto da re Carlo Emanuele III datato 19 giugno 1767 e da papa Clemente XIII con la bolla Regimini universalis Ecclesiae, datata 18 luglio 1767. Monsignor Balbis Bertone venne retroinfeudato per sé e per i suoi successori in perpetuo - senza cioè bisogno di rinnovare mai l'investitura - di San Giulio e Orta con il titolo di marchese con lettere patenti datate 17 giugno 1767. Egli ottenne, poi, l'erezione del feudo a principato con lettere patenti datate 19 ottobre 1767: da allora egli e i suoi successori si intitolarono "principi di San Giulio e Orta". Tra le località comprese nella Riviera di San Giulio vi era anche Vespolate. Il marchese milanese Paolo Caroelli di Nibbiola e Garbagna, il quale aveva ereditato dal proprio padre il feudo di Vespolate (del quale la sua famiglia riceveva investitura con il titolo di signore dal vescovo di Novara), refutò questo feudo al Regio Patrimonio del Regno di Sardegna in data 31 luglio 1767. Monsignor Balbis Bertone ottenne dalla Corona la concessione e l'infeudazione di Vespolate con lettere patenti datate 31 luglio 1767, venendone investito con il titolo di marchese per sé e per i propri successori con lettere patenti del 31 agosto 1767.

## I santi Giulio e Giuliano
Secondo una tradizione ormai suffragata da riscontri archeologici e filologici, il messaggio evangelico si diffuse sulle rive del Cusio nell'ultimo secolo dell'impero romano, e la leggenda vuole che sia giunta con i passi di due missionari greci, Giulio e Giuliano, originari dell'isola di Egina, l'antica Mirmidonia.
La vicenda terrena, la storicità e l'origine del culto dei due santi, che nella Legenda, cioè nello scritto che ne narra la vita, sono detti fratelli, e la diffusione del cristianesimo nella regione del Cusio, sono temi che stimolarono gli storici già dal Seicento, continuando fino ad oggi, e sono stati affronti secondo varie angolazioni e secondo la temperie culturale e religiosa del tempo. La Vita dei due missionari, l'uno prete e l'altro diacono - quindi con funzioni istituzionali in subordine gerarchico - ci è giunta in alcuni manoscritti medievali ed in due diversi tipi di edizioni.
Grande diffusione ebbe la recensione data nel 1480 da Bonino Mombrizio. Sulla datazione della composizione della legenda di Giulio e Giuliano, esistono delle discordanze che fanno oscillare lo scritto fra il IX e XI secolo, tuttavia Frigerio e Pisoni, che dànno l'edizione critica del manoscritto dell'Archivio Capitolare di Intra, propongono una datazione precarolingia, sostenuti dall'Andenna, in base a osservazioni di natura storiografica e ai propri studi sulla diffusione del cristianesimo tra V e VI secolo nelle campagne lombarde, supportati dai risultati degli scavi archeologici condotti da Luisella Pejrani Baricco all'isola, e dalla lettura epigrafica dei resti di una piccola lastra marmorea, contenuta nella basilica di San Giulio, fatta da Antonio Ferrua, e alla lettura paleografica del codice di Intra eseguita da Simona Gavinelli, giungono a precise conclusioni.
Il codice fu scritto in epoca carolingia il testo pertanto fu redatto a età precarolingia, o meglio longobarda, agli inizi dell'VIII secolo, epoca in cui fu composta anche la Vita di san Gaudenzio. La Vita di Giulio e Giuliano riflette, in particolare, la reale situazione di diffusione del cristianesimo nel territorio novarese extra urbano, non legata all'iniziativa della sede episcopale, ma a quella di grandi latifondisti, che si avvalevano di missionari orientali, adatti a questo tipo di evangelizzazione, già esperimentata in oriente, dove la cristianizzazione dei pagi, era da tempo avvenuta.
La Vita inquadra temporalmente i fatti all'epoca dell'imperatore Teodosio e narra che i due santi, lasciata la loro patria per fuggire a una persecuzione, avevano trovato rifugio presso il sovrano, da cui ottennero un rescritto che li autorizzava a distruggere i templi degli idoli, per costruire chiese cristiane, dedicare altari, battezzare e rafforzare la fede, minata dall'eresia.
Il loro itinerario di missione, descritto in forma di croce, partendo dall'oriente, li portò nel Lazio e di qui, lungo le vie consolari, in particolare la via Aurelia, giunsero al Verbano, dove edificarono una chiesa a Brebbia e tentarono di erigerne una su un'isola di quel lago. Presa nuovamente la via dell'occidente, lungo un viaggio caratterizzato da conversioni e battesimi, da episodi miracolosi e taumaturgie, giunsero a Gozzano dove edificarono la novantanovesima chiesa.
Mentre fervevano i lavori per l'edificio, Giulio spintosi sulla riva del lago, vide un'isoletta infestata da serpi, dove decise di recarsi per fondarvi la centesima chiesa. Mentre Giuliano si fermava a Gozzano, Giulio raggiungeva lo scoglio, usando per imbarcazione il suo mantello: scacciati i serpenti, vi edificò una chiesa, dedicandola ai Dodici Apostoli.
Il 7 gennaio Giuliano moriva a Gozzano, e veniva sepolto nella chiesa edificata in quel luogo, così come aveva predetto Giulio, che continuò da solo la sua missione evangelizzatrice, favorito in questo dal senatore Audenzio, definito vir magnificus, governatore della regione che aveva villa a Pettenasco e, come accadeva sovente in quel periodo, aveva lasciato la città per abitare nella residenza di campagna. L'esistenza terrena di Giulio si concludeva il 31 gennaio (del 400 o 401) all'isola dove fu sepolto: il prete Elia ne continuava la missione. Quando Audenzio morì fu inumato all'isola dal prete Elia (la legenda peraltro riporta un passo della lastra tombale del dignitario romano Vixit in seculo XXXII annos/depositus est VI kalendas decembres).
L'agiologo Grègoire, analizzando criticamente la legenda nelle sue versioni osserva la particolarità di questo testo dal punto di visto dell'ecclesiologia e della storia locale italiana anteriore al secolo VII, poiché sono assenti riferimenti a figure papali o episcopali. L'attività missionaria di Giulio, sacerdote ed evangelizzatore itinerante, forse cappellano dell'esercito bizantino, si svolge con il solo consenso dell'imperatore, che appoggia con questo gesto l'annuncio della vera cristologia, in antitesi con l'arianesimo, diffuso in particolare in ambiente militare; l'incontro con le serpi dell'isola è chiaro riferimento simbolico a questa attività dottrinale. Il ministero di Giulio assume quasi caratteristiche episcopali, tipiche del vescovo missionario anteriore ai secoli VII e VIII, mentre non vi sono cenni all'attività sociale, svolgendosi tutta l'evangelizzazione in chiave di annuncio cristologico. Un indizio di antichità della prima redazione della legenda è costituita dal fatto che una figura con tali caratteristiche non viene in seguito trasformata in vescovo, come accaduto in altre situazioni, dove in martirologi e calendari avviene la trasformazione: Giulio rimane prete e Giuliano diacono, dati che si conservano anche nella seconda redazione della vita.
I due testi insistono sul significato dei miracoli, poiché grande era nell'uomo medievale la correlazione santo/miracolo. Ma è evidenziato anche l'esempio lasciato da Giulio: la rinuncia assoluta, la virtù, la capacità di comprendere la necessità teologica del momento, la visione del Creato in funzione dell'annuncio evangelico.
Nel racconto Giulio e Giuliano sono presentati come evangelizzatori dotati di una solida formazione teologica classica, in grado di interpretare le Scritture e di elaborare una sintesi teologica sulla base della tradizione biblica. L'itineranza dei fratelli di Egina è anche un esilio volontario, missionarietà e pur nelle avversità, simboleggiate dalla zizzania dell'eresia, il loro viaggio Domino duce continua, dall'Oriente bizantino all'Occidente romano: particolare che corrisponde ad una realtà della Chiesa del VI secolo, quando il papato non svolgeva opera evangelizzatrice. Questi temi sono ripresi ancora in conclusione della Vita: Giulio diviene errantibus via (il primo esempio lascito è dunque una strada per chi si è smarrito), caecis visus (qui torna il tema presente nelle legende dei santi del VI secolo a cominciare da quella di santa Cecilia) titubantibus firma credulitas, esempio di fede per chi sta nel dubbio.
Leggendo la 'Vita dal punto di vista filosofico si rileva fortemente presente il tema del viaggio, che nel Medioevo corrispondeva ad una ricerca della verità, della pace; nella prospettiva della fede esso è motivato da finalità apostoliche e missionarie, che si attuano anche per mezzo dell'esilio dalla propria terra. Esiste, inoltre, la ricerca del Paradiso e dell'immortalità: la ricerca dell'isola. Un tema questo ben presente in tutte le culture dell'epoca e che certo il mondo bizantino, che aveva rapporti e contatti fitti con l'Oriente, aveva conosciuto prima che l'invasione islamica creasse la rottura fra questo e l'Occidente latino. Ma il vero viaggio i due santi lo compiono all'interno del proprio essere che, come osserva il Grègoire, è fuga da sé stessi e non giunge mai a conclusione. La Vita è pervasa da questo senso di insoddisfazione, la peregrinazione si spinge sempre più a nord, sempre alla ricerca di un'altra isola: dalle isole liguri a quella del Verbano, per approdare finalmente allo scoglio selvaggio del Cusio, dove giunge la pace, e individuato come luogo dove passare dalla vita terrena al giorno senza tramonto.
Il viaggio, inoltre, è la serie delle prove preparatorie all'iniziazione: i santi attraversano i fiumi e il lago agitato; l'itinerario si esprime spesso come spostamento lungo l'asse del mondo, appunto la forma della croce. Il percorso dall'Oriente giunge a Roma, centro del Cristianesimo, visto più come luogo del martirio di Paolo, che come luogo della tomba di Pietro, in direzione del nord, verso una montagna abitata da serpi, simbolo dell'eresia: quindi ricerca della montagna centrale, in progressione verso l'asse, fatto ben rilevato nella Vita che narra come Giulio non restasse nella parte bassa dell'isola, ma si dirigesse subito verso l'alto della roccia. Oltre alle tematiche, anche il vocabolario teologico della “Vita” riconduce, secondo Réginald Grègoire, all'ambiente bizantino, alla cristologia imperiale, in lotta contro l'arianesimo. La storia di Giulio e Giuliano, il riferimento alla loro missionarietà, i miracoli operati in vita e in morte, in definitiva il ricordo/coscienza delle antiche radici di cristianizzazione, fattosi culto, rappresenterà un aspetto determinate del vissuto religioso della gente della Riviera che, in anche in mezzo a forme devozionali tipiche delle varie epoche, ritrovò sempre nella devozione ai due evangelizzatori greci un'identità spirituale comune.

## Divisione amministrativa
Esteso su una superficie di circa 138 km². il principato abbracciava gran parte dei territori rivieraschi del Lago di Orta, e ripartito nella sua giurisdizione amministrativa in:
- Riviera Superiore con la residenza principesca nel castello di San Giulio ed i centri delle comunità di Orta, Anano, Ameno Vacciago, Miasino, Pisogno, Carcegna, Armeno, Coiromonte, Pettenasco, Nonio, Cesara, Arola, Artò, Boleto, Pella, Alzo, San Maurizio d'Opaglio.
- Riviera Inferiore con capoluogo alla Pieve di Gozzano, e le comunità di Auzate, Bugnate, Bolzano Novarese, Sorriso, Gargallo, Pogno.